# Stadion im. Përparima Thaçiego
Stadion im. Përparima Thaçiego (alb. Stadiumi Përparim Thaçi) – wielofunkcyjny stadion sportowy w Prizrenie w Kosowie. Wykorzystywany jest głównie do meczów piłki nożnej. Swoje mecze rozgrywa na nim drużyna KF Liria Prizren. Obiekt może pomieścić 15 000 widzów.